# ジャバイロ・ディルロスン
ジャバイロ・ジョレノ・ファウスティノ・ディルロスン（Javairô Joreno Faustino Dilrosun, 1998年6月22日 - ）は、オランダ・アムステルダム出身のサッカー選手。元オランダ代表。リーガMX・クラブ・アメリカ所属。ポジションはFW。

## クラブ経歴

### キャリア初期
スリナムにルーツを持つディルロスンは、2006年にアヤックスのユースでトレーニングを積むと、2014年にはマンチェスター・シティのアカデミーに加わり、2016年にプレミアリーグ2でプレーする23歳以下のチームの一員となった。

### ヘルタ・ベルリン
2018年5月3日、ヘルタ・ベルリンに移籍した。
9月2日のシャルケ戦でデビューしたが、同年11月から2019年4月までに4度の負傷に見舞われ、計111日間も戦列を離れた。11月下旬の太ももの負傷で59日間戦線離脱し、回復するやいなやコンディション不良と脊髄の問題で復帰が2月下旬まで延期された。復帰直後の3月中旬に新たな筋肉の違和感で5月まで欠場した。
2シーズン目は25試合に出場して4ゴールを挙げたが、8月初旬にハムストリング、10月には背中も痛め、シーズン終盤6月のドルトムント戦で左大腿部の筋損傷を負傷して残りの試合を含む約80日間も離脱した。9月にも太ももを痛め、1ヶ月間プレーすることができず、2021年1月にはハムストリングを痛め、3月までプレーすることができなかった。

### ボルドー
2021年8月31日、リーグ・アンのFCジロンダン・ボルドーへレンタル移籍。公式戦34試合に出場し、2得点6アシストを記録した。

### フェイエノールト

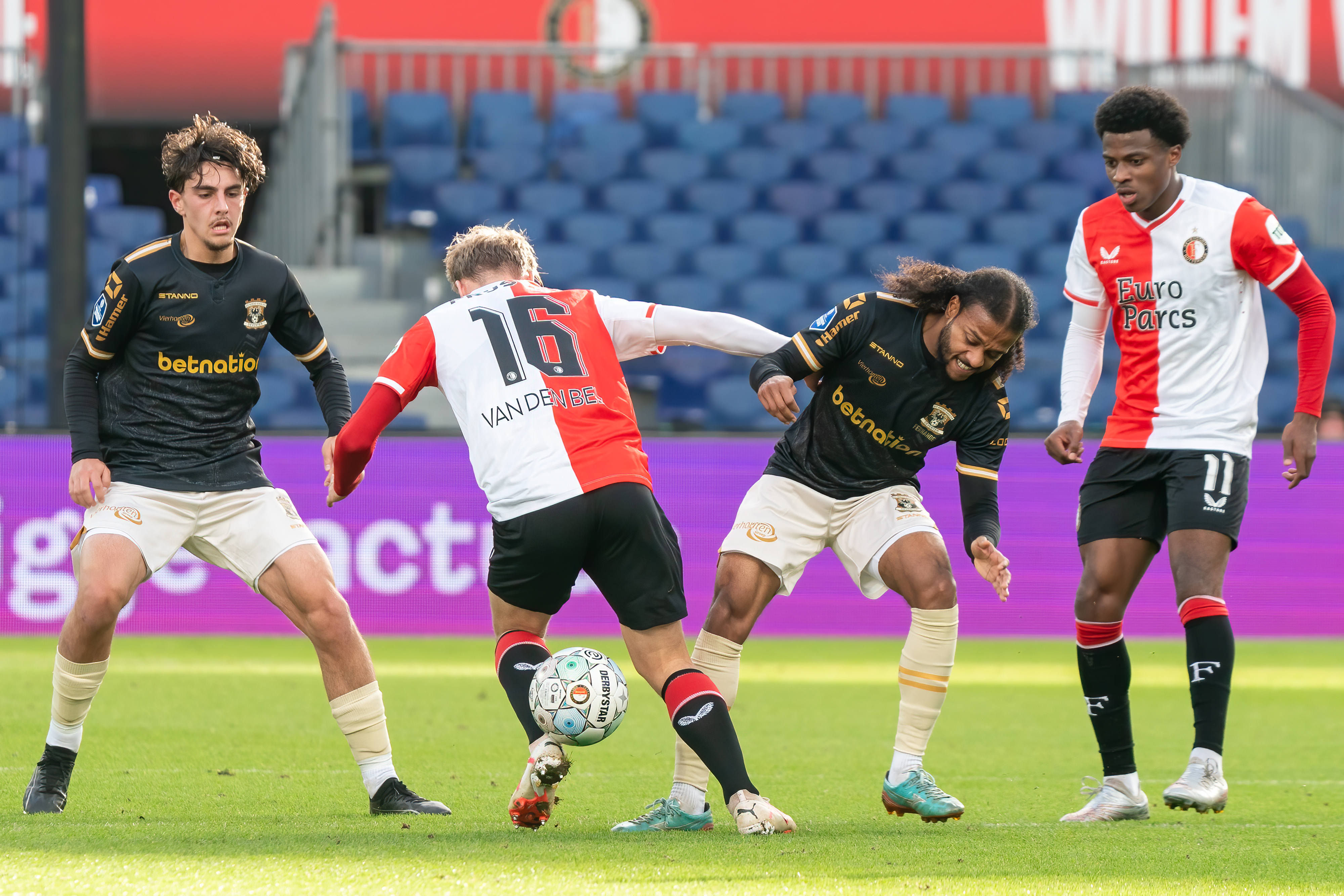
フェイエノールトでのディルロスン（右端）

2022年7月11日、フェイエノールトへ完全移籍。加入1年目に自身初のタイトルとなるリーグ優勝を果たしたが、翌シーズン前半は主に途中からの出場でリーグ戦はわずか8試合（312分）の出場だった。オランダでは公式戦通算55試合に出場し、7ゴール9アシストの16得点に絡んだものの、冬に活躍の場をメキシコに移すことになった。

### クラブ・アメリカ
2024年2月2日、リーガMXのクラブ・アメリカにレオ・スアレスの後釜として買取オプション付きの期限付き移籍で加入した。なお、ディルロスンにはセルタとロリアンもローンでの獲得を検討していた。また、ディルロスンはクラブ・アメリカと契約した最初のオランダ人サッカー選手となり、リーガMX全体では5人目のオランダ人選手となった。
加入発表の際、クラブ・アメリカの公式Xでは、オランダの画家フィンセント・ファン・ゴッホによる星月夜をモチーフにした動画で発表した。

## 代表経歴
11月19日にはオランダ代表に召集され、ドイツ戦で初出場を果たした。

## 人物
- ディルロスンと同じスリナムにルーツを持つシェラルド・ベッカーは従兄弟であり、彼はスリナム代表を選択した[11]。

## タイトル
フェイエノールト
- エールディヴィジ : 1回（2022-23）